# Badalona
Badalona (kat. [bəðəˈɫonə]) ist eine katalanische Industriestadt, langgestreckt an der Mittelmeerküste etwa zehn Kilometer nordöstlich Barcelonas gelegen und gehört zur Metropolregion Àrea Metropolitana de Barcelona.

## Lage
Badalona ist ein Vorort Barcelonas und liegt am Mündungsgebiet des Besòs an der Mittelmeerküste und nahe der Vorläufer der Serralada de Marina. Die Stadt ist von den Gemeinden Sant Adrià de Besòs im Südosten, Santa Coloma de Gramenet im Südwesten, Montgat im Nordosten und Tiana im Nordwesten umgeben.

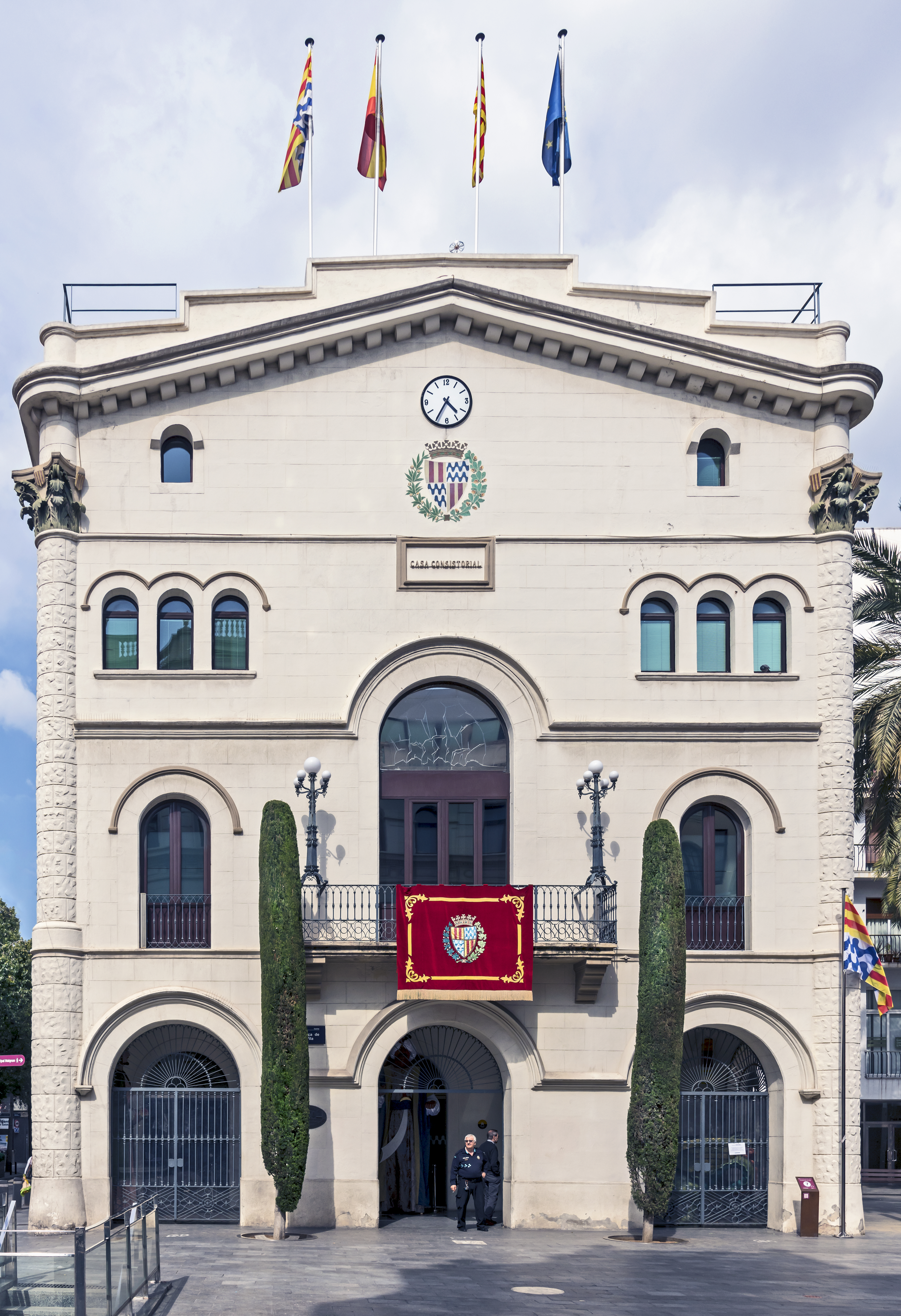
Das Rathaus

## Politik

### Bürgermeister
Die Kommunalwahlen im Mai 2019 brachten keine Änderung. Dem bisherigen Bürgermeister Alex Pastor (PSC) gelang es, mit Guanyem Badalona en Comú eine Koalitionsregierung zu bilden und blieb im Amt.

### Gemeinderat
Sitzverteilung im Gemeinderat nach den Kommunalwahlen vom 26. Mai 2019.

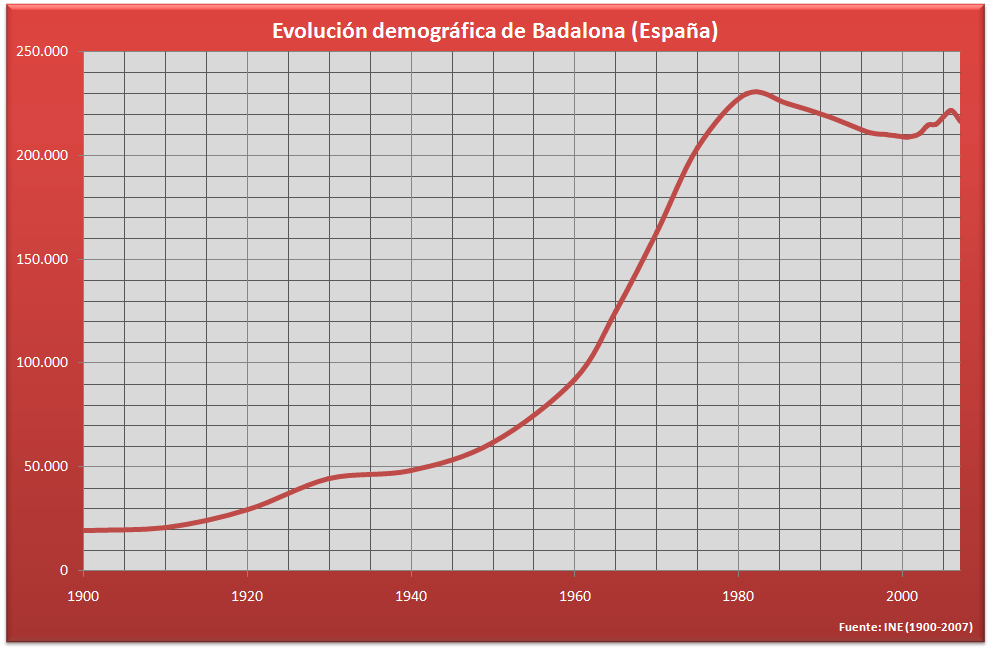
Bevölkerungsentwicklung Badalonas (1900–2005)

| Partei                         | Stimmen- anteil | Sitze |
| ------------------------------ | --------------- | ----- |
| PP                             | 39 %            | 11    |
| Guanyem Badalona en Comu + ERC | 26 %            | 7     |
| PSC                            | 21 %            | 6     |
| Badalona en Comu Podem         | 9 %             | 2     |
| JxCAT (Junts per Catalunya)    | 5 %             | 1     |
| Insgesamt                      |                 | 27    |

## Behörden und Einrichtungen
In Badalona befindet sich die Universitätsklinik Hospital Universitario Germans Trias i Pujol. Nach der Örtlichkeit wird sie auch „Can Ruti“ genannt. Hier befindet sich die IrsiCaixa, ein international bekanntes Institut zur Virenforschung.

## Sehenswürdigkeiten
Im einstigen Baetulo finden sich noch Spuren römischer Vergangenheit wie Thermen und Mosaiken, hauptsächlich im Museum. Bedeutende Skulpturen, wie die Venus von Badalona, befinden sich im archäologischen Museum von Barcelona.

## Wirtschaft
Badalona war ursprünglich ein Fischerdorf, die industrielle Entwicklung der Stadt setzte 1848 mit der Einweihung der Zuglinie Mataró Barcelona ein. Bis in die 1970er Jahre war die Stadt industriell geprägt. Davon zeugt heute noch der Pont de Petroli, wo die Tanker für die Erdölraffinerie angelegt haben.
Es gibt immer noch viele Betriebe der Textilindustrie neben Handels- und Dienstleistungsunternehmen. Das größte Zentrum ist Montigala mit vielen Geschäften und Unternehmen (Decathlon, IKEA, Carrefour etc.).
Badalona hat zum Meer hin eine Fußgängerzone mit Strandpromenade, deswegen spielt auch der Tourismus eine wichtige Rolle.

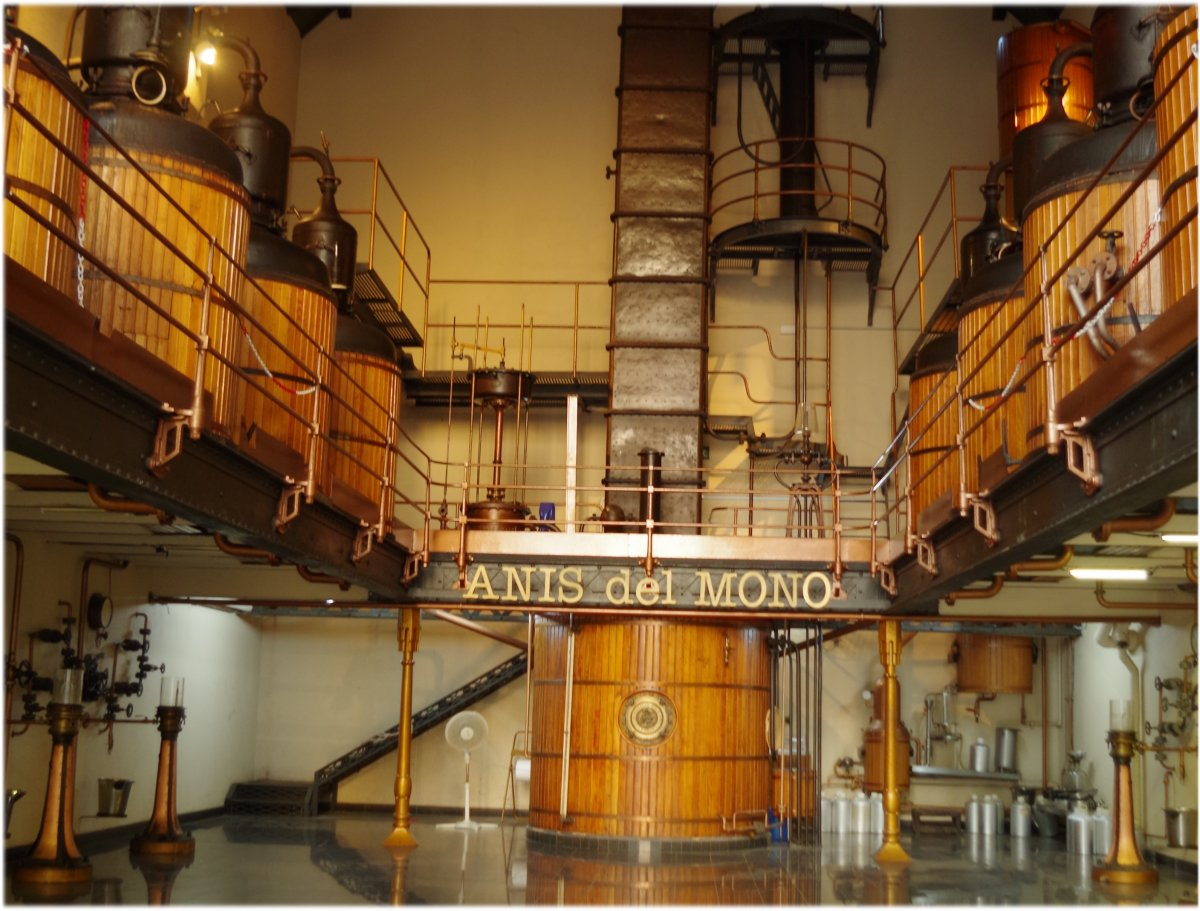
Ehemalige Schnapsbrennerei

Bis vor wenigen Jahren wurde hier ein bekannter Anisschnaps produziert. Im Jahre 2021 hat die Gruppe Osborne sämtliche Produktion des Anis del Mono nach Cadiz verlagert. Die im Jugendstil errichtete Anlage ist nur noch museal vorhanden und kann besichtigt werden.
Bekannte Unternehmen der Stadt sind Alberich (Vertrieb von Hölzern, Sanitärartikel) und Armand Basi (Parfümerie).

## Geschichte
Schon 5000 v. Chr. hat es hier wahrscheinlich eine jungsteinzeitliche Siedlung mit Viehwirtschaft gegeben. Zu den Funden zählen auch Tongefäße aus der Eisenzeit (800 v. Chr. – 650 v. Chr.). Als Baetulo wurde die Stadt dann in der ersten Hälfte des 1. Jahrhunderts vor Christus gegründet, erstreckte sich auf ca. zehn Hektar, lag auf einem kleinen Hügel und war in römischer Zeit von Mauern umgrenzt. Es gab hier Thermen, Wohnhäuser und viele Geschäfte. Die Siedlung lag in der Nähe des Meers und an einer Stelle, die auch Ackerbau zuließ. Plinius der Ältere bezeichnete sie im 1. Jahrhundert n. Chr. als oppidum civium Romanorum. Die Kultur der ansässigen Iberer verschmolz mit der römischen.
Am Ende des 1. Jahrhunderts und auch in den beiden folgenden Jahrhunderten war die Siedlung weniger durch die luxuriösen Villen geprägt, es entstand eine römische Stadt. In der Glanzzeit zwischen 40 v. Chr. und 125 n. Chr. waren Weinanbau und Weinhandel der wichtigste Wirtschaftszweig. Der Wein wurde aus der Laietana, wie die Region genannt wurde, mit ebenfalls dort hergestellten Amphoren verschifft. Er gelangte bis nach Frankreich, Großbritannien und Deutschland.
1897 bekam Badalona von der Königin Maria Christina die Stadtrechte.

## Kultur und Tradition
Stadtfeste zu Ehren der Schutzpatrone werden zu Mariä Himmelfahrt in der Woche vom 15. August und zu Sant Anastasi (11. Mai) gefeiert. Zu Sant Anastasi wird traditionell ein Dämon am Strand errichtet und verbrannt.

### Museen
- Termes i Decumanus: auf 3400 m² römische Thermen und römische Hauptstraße (Decumanus)
- Casa dels Dofins: Domus des 1. Jh. v. Chr., Mosaike und Reste von Wandmalereien
- Conducte d’Agiues: Eine Wasserleitung von 40 m aus dem 1. Jh. n. Chr.
- Jardi del Quint Licini: Römischer Garten aus dem 1. Jh. n. Chr.

## Söhne und Töchter der Stadt
- Hector Bellerin (* 1995), Fußballspieler
- Mireia Belmonte (* 1990), Schwimmerin, Junioren-Weltmeisterin 2008
- Ramón Daumal Serra (1912–2008), Weihbischof in Barcelona
- Jordi Fernández (* 1982), Basketballtrainer
- Luis García (* 1978), Fußballspieler
- Sergio Gómez (* 2000), Fußballspieler
- Policarp Hortolà (* 1958), Biologe
- Julià de Jòdar i Muñoz (* 1942), Schriftsteller
- Sergi Palencia (* 1996), Fußballspieler
- Enric Palomar (* 1964), Komponist
- Jaume Pueyo (* 2001), Skilangläufer
- Laura Rodríguez (* 1999), Radrennfahrerin
- Víctor Sada (* 1984), Basketballspieler
- Enric Sió (1942–1998), Comiczeichner
- Pere Soto (* 1958), Jazzmusiker
- Aleix Tobías Sabater (* 1976), Perkussionist und Schlagzeuger
- Joaquín Torrents Lladó (1946–1993), Maler
- Álex Valle (* 2004), Fußballspieler
- Manuel Valls i Gorina (1920–1984), Komponist und Musikwissenschaftler
- Sergi Vidal (* 1981), Basketballspieler
- David Xirgu (* 1963), Jazzmusiker